# João Neiva
João Neiva là một đô thị thuộc bang Espírito Santo, Brasil. Đô thị này có diện tích 272,865 km², dân số năm 2007 là 14998 người, mật độ 54,96 người/km².